# A Rush of Blood to the Head
A 2002-es A Rush of Blood to the Head a Coldplay angol rockegyüttes második albuma. A brit albumlista élére került, az Egyesült Királyságban a 21. század 8. legtöbb példányban eladott albuma. A Brit Lemezkiadók Szövetsége kilencszeres platina minősítést adott az albumnak.
A kritikusok is elismerték a lemezt. 2003-ban megkapta a legjobb alternatív albumnak járó Grammy-díjat, 2004-ben pedig az év felvételéért járó díjat is a Clocks dalért. Az albumot az együttes magnum opusának tartják. 2003-ban 473. lett a Rolling Stone magazin Minden idők 500 legjobb albuma listáján. Szerepel az 1001 lemez, amit hallanod kell, mielőtt meghalsz című könyvben.

## Az album dalai
|     | Cím                            | Szerző(k)                                                 | Hossz |
| --- | ------------------------------ | --------------------------------------------------------- | ----- |
| 1.  | Politik                        | Guy Berryman, Jonny Buckland, Will Champion, Chris Martin | 5:18  |
| 2.  | In My Place                    | Berryman, Buckland, Champion, Martin                      | 3:48  |
| 3.  | God Put a Smile upon Your Face | Berryman, Buckland, Champion, Martin                      | 4:57  |
| 4.  | The Scientist                  | Berryman, Buckland, Champion, Martin                      | 5:09  |
| 5.  | Clocks                         | Berryman, Buckland, Champion, Martin                      | 5:07  |
| 6.  | Daylight                       | Berryman, Buckland, Champion, Martin                      | 5:27  |
| 7.  | Green Eyes                     | Berryman, Buckland, Champion, Martin                      | 3:43  |
| 8.  | Warning Sign                   | Berryman, Buckland, Champion, Martin                      | 5:31  |
| 9.  | A Whisper                      | Berryman, Buckland, Champion, Martin                      | 3:58  |
| 10. | A Rush of Blood to the Head    | Berryman, Buckland, Champion, Martin                      | 5:51  |
| 11. | Amsterdam                      | Berryman, Buckland, Champion, Martin                      | 5:19  |

## Közreműködők

### Coldplay
- Chris Martin – ének, gitár, billentyűk
- Jon Buckland – gitár
- Guy Berryman – basszusgitár
- Will Champion – dob

### Produkció
- Coldplay, Ken Nelson – producer
- Coldplay, Ken Nelson, Rik Simpson – hangmérnök, keverés
- Mark Pythian – további produkció és keverés